# Пеницилл Адаметца
Пеници́лл (пеници́ллий) А́даметца (лат. Penicíllium adamétzii) — вид несовершенных грибов (телеоморфная стадия неизвестна), относящийся к роду Пеницилл (Penicillium).

## Описание
Колонии на агаре Чапека около 3 см в диаметре на 14-е сутки, войлочные, сверху покрытые вегетативными гифами, отчасти собранными в синнемы, необильно спороносящие в светло-сине-зелёных тонах. Экссудат иногда обильный, светло-коричневатый. Реверс оранжеватый, в среду выделяется янтарный растворимый пигмент.
На CYA колонии на 7-е сутки 2,5—3,5 см в диаметре, слабо спороносящие в светлых серо-зелёных тонах, с оранжеватым реверсом, выделяют в среду янтарный пигмент.
При 37 °C на CYA на 7-е сутки образует небольшие колонии 1—1,5 см в диаметре.
Конидиеносцы чаще строго одноярусные, иногда с дополнительной веточкой, обычно 20—30 мкм длиной, образуются на гифах или синнемах воздушного мицелия, гладкостенные. Фиалиды по 3—8 в пучке, 5—7 мкм длиной, суженные в короткую шейку. Конидии шаровидные или почти шаровидные, едва шероховатые, 2,2—3 мкм в диаметре, в спутанных цепочках, иногда собирающихся в колонки.

### Отличия от близких видов
Определяется по способности расти при 37 °C и широкому росту при 30 °C. Penicillium amaliae отличается большим числом фиалид в пучке — 12—24.

## Экология
Широко распространённый, преимущественно почвенный гриб.

## Таксономия
Вид назван по имени австрийского микробиолога Л. Адаметца, впервые целенаправленно исследовавшего почвенную микобиоту.
Penicillium adametzii K.Zaleski, Bull. Int. Acad. Polon. Sci., Sér. B., Sci. Nat. 507 (1927).

### Синонимы
- Penicillium niklewskii K.Zaleski, 1927